# Wydział Filologiczny Uniwersytetu Szczecińskiego

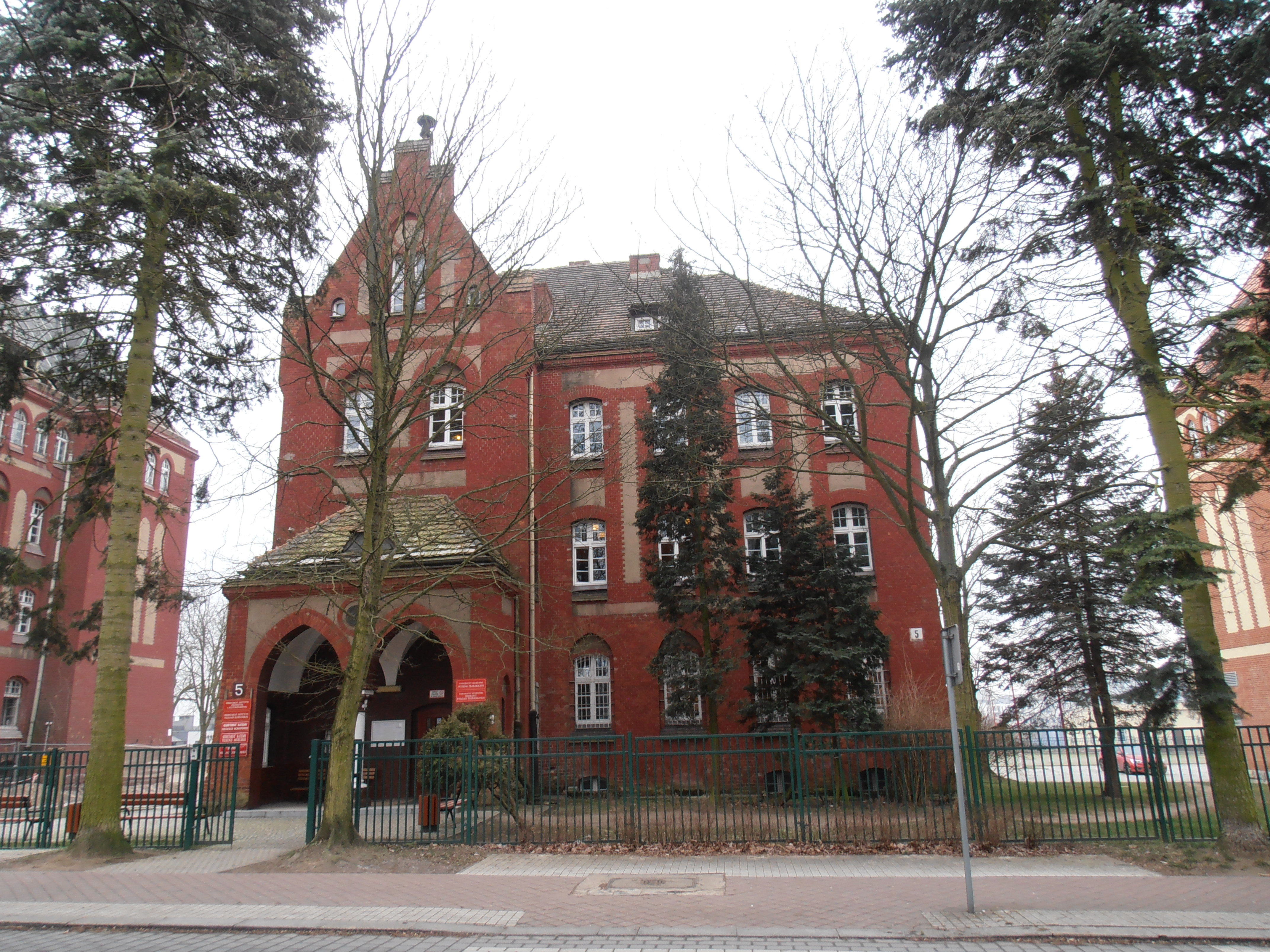
Dziekanat Wydziału Filologicznego US (2018)

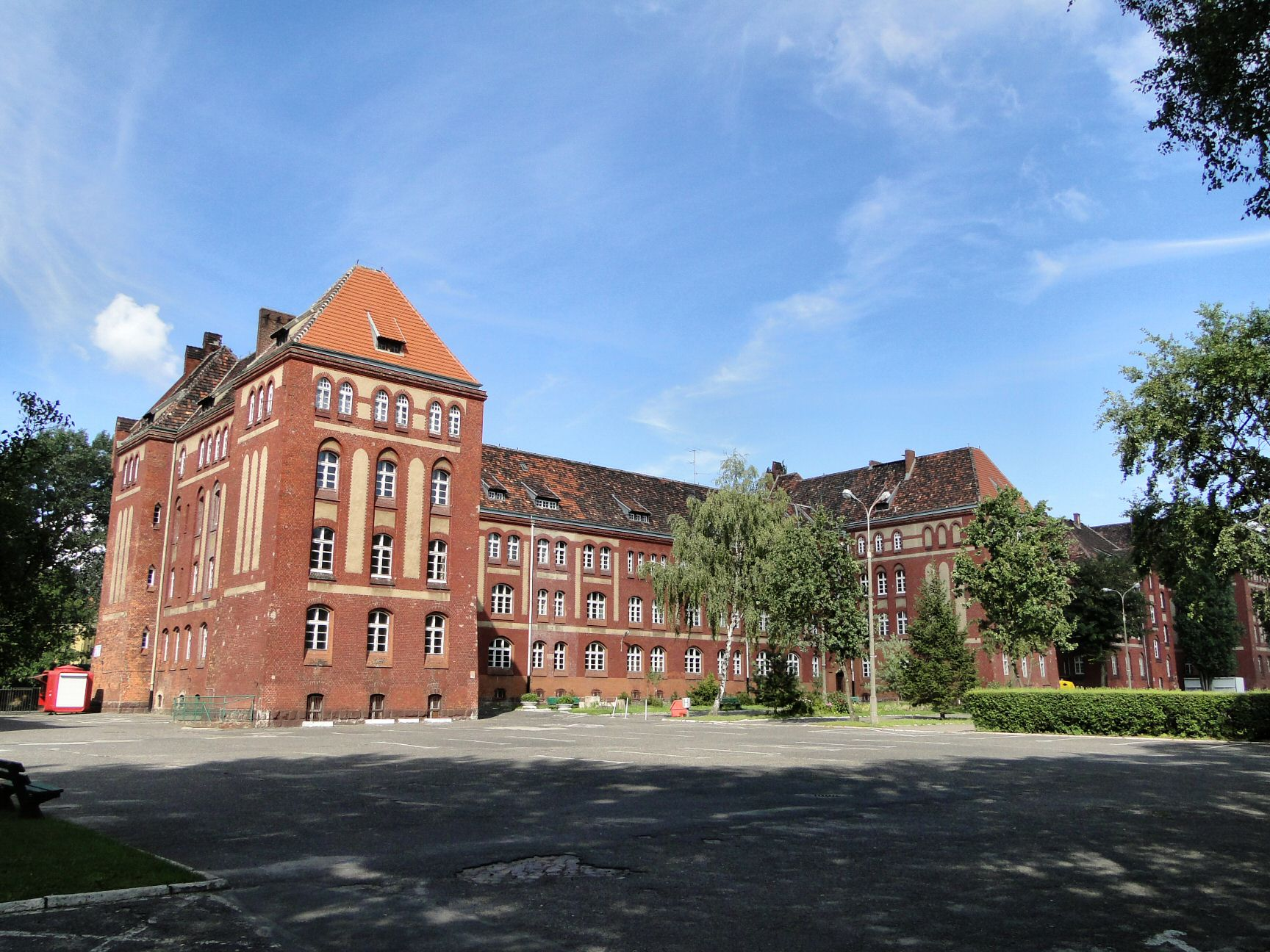
Gmach wydziału przed remontem (2007)

Wydział Filologiczny Uniwersytetu Szczecińskiego – dawny wydział Uniwersytetu Szczecińskiego. Jego siedziba znajdowała się przy al. Piastów 40b w Szczecinie. Powstał w roku 2007, a 1 października 2019 r. stał się częścią Wydziału Humanistycznego.

## Struktura organizacyjna
Struktura wydziału wg stanu z listopada 2018 r.:
Instytut Polonistyki, Kulturoznawstwa i Dziennikarstwa
- Zakład Historii Języka Polskiego
- Zakład Etnolingwistyki i Kultury Języka
- Zakład Współczesnego Języka Polskiego
- Zakład Literatury Staropolskiej i Oświeceniowej
- Pracownia Literatury i Kultury Polskiej XIX wieku
- Zakład Literatury Polskiej XX i XXI wieku
- Zakład Teorii i Antropologii Literatury
- Zakład Mediów i Komunikowania
- Zakład Kulturoznawstwa i Komparatystyki
- Pracownia Badań nad Kulturą Religijną I Dawnym Piśmiennictwem

Instytut Anglistyki
- Zakład Językoznawstwa
- Zakład Literaturoznawstwa
- Zakład Kultur Krajów Anglojęzycznych
- Zakład Języków i Kultur Celtyckich
- Zakład Metodyki Nauczania Języka Angielskiego

Instytut Filologii Germańskiej
- Zakład Języka Niemieckiego
- Zakład Składni Porównawczej Języka Niemieckiego i Języka Jidysz
- Zakład Lingwistyki Stosowanej
- Zakład Współczesnej Literatury Niemieckojęzycznej
- Zakład Literatury i Kultury Krajów Niemieckojęzycznych
- Zakład Literaturoznawstwa Porównawczego

Instytut Filologii Słowiańskiej
- Pracownia Literatur Słowiańskich i Przekładu Artystycznego
- Zakład Glottodydaktyki i Praktycznej Nauki Języka Rosyjskiego
- Zakład Języków Słowiańskich i Lingwistyki Kulturowej
- Zakład Translatoryki i Lingwistyki Konfrontatywnej

Katedra Filologii Romańskiej
Katedra  Skandynawistyki
- Zakład Języka i Kultury Norweskiej

Katedra Iberystyki i Latynoamerykanistyki

## Kierunki kształcenia
- Studia licencjackie (pierwszego stopnia)[4]:
  - filologia polska
  - filologia (filologie obce):
    - filologia angielska
    - filologia germańska
    - filologia germańska z dodatkowym językiem obcym
    - filologia romańska z językiem obcym do wyboru
    - filologia rosyjska z dodatkowym językiem obcym
    - filologia skandynawska – studia norweskie
    - iberystyka – studia hiszpańskie

  - dziennikarstwo i komunikacja społeczna
  - global communication
  - kulturoznawstwo
  - lingwistyka dla biznesu – tłumaczenia rosyjsko-polsko-niemieckie
  - studia pisarskie

- Studia magisterskie (drugiego stopnia)[5]:
  - dziennikarstwo i zarządzanie mediami
  - kulturoznawstwo
  - filologia (filologie obce):
    - filologia angielska
    - filologia germańska
    - filologia romańska
    - przekład rosyjsko–polski z dodatkowym językiem obcym

- Studia doktoranckie (trzeciego stopnia)[6]:
  - językoznawstwo
  - literaturoznawstwo

Wydział ma uprawnienia do nadawania następujących stopni naukowych:
- doktora: językoznawstwa, literaturoznawstwa
- doktora habilitowanego: językoznawstwa, literaturoznawstwa

## Władze (2016–2020)
Władze Wydziału Filologicznego:
- Dziekan: dr hab. Adrianna Seniów
- Prodziekan ds. studenckich: dr Nina Pielacińska
- Prodziekan ds. nauki: prof. zw. dr hab. Andrzej Skrendo
- Prodziekan ds. kształcenia: dr hab. Tomasz Szutkowski